# Hentriakontan
Hentriakontan – organiczny związek chemiczny, alkan o trzydziestu jeden atomach węgla w cząsteczce. Posiada
10 660 307 791 izomerów konstytucyjnych.